# Return of the Funky Man
Return of the Funky Man è il secondo album dell'artista hip hop statunitense Lord Finesse, pubblicato l'11 febbraio 1992.
| Recensione | Giudizio |
| ---------- | -------- |
| AllMusic   | [ 1 ]    |

## Tracce
1. Lord Finesse Intro – 2:01 – Lord Finesse, Showbiz
2. Return of the Funky Man – 5:07 – Showbiz
3. I Like My Girls With a Boom – 4:17 – Lord Finesse
4. Yes You May (featuring Showbiz & A.G. & Percee P) – 4:57 – Showbiz
5. Hey Look At Shorty – 3:18 – Lord Finesse, Latif
6. Praise the Lord – 4:41 – Diamond D
7. Save That Shit – 5:22 – DJ Aladdin, SLEJ Da Ruff Edge
8. Show 'Em How We Do Things (featuring Harry-O & Shelrumble) – 5:37 – DJ Aladdin, SLEJ Da Ruff Edge
9. Isn't He Something – 4:42 – Diamond D
10. Fat for the 90's (featuring A.G.) – 4:27 – Lord Finesse
11. Stop Sweating the Next Man – 4:23 – DJ Aladdin, SLEJ Da Ruff Edge
12. Funky On the Fast Tip – 2:32 – Lord Finesse, Petawane
13. That's How Smooth I Am – 5:19 – Diamond D
14. Party Over Here – 4:21 – Showbiz
15. Fuck 'Em – 5:09 – Diamond D
16. Kicking Flavor with My Man (featuring Percee P) – 4:22 – Lord Finesse, Petawane

## Classifiche

### Classifiche settimanali
| Classifica (1992)         | Posizione massima |
| ------------------------- | ----------------- |
| US Top R&B/Hip-Hop Albums | 95                |